# 앙드레 르롱
앙드레 르롱(프랑스어: André Lerond; 1930년 12월 6일, 오트-노르망디 지방 르 아브르 ~ 2018년 4월 8일, 오베르뉴-론-알프 지방 브롱)은 프랑스의 전 축구 선수로, 현역 시절 수비수로 활약했다. 그는 주로 중앙 수비수나 측면 수비수로 좌측면을 맡았다. 그는 1950년대 프랑스 국가대표팀의 일원이었다. 2007년 프랑스 풋볼에 따르면, 르롱은 "평균적인 신체 조건에도 매우 빠르고, 위대한 기술가로, 침착하며 적재적소를 지켰다. 그는 매우 재능 있는 선수였다"라고 평했다. 그는 프랑스 국가대표팀의 주장으로서 14경기에 출전했다. 그는 2018년 4월 8일에 향년 87세로 영면에 들었다.

## 수상
- 프랑스 올해의 축구 선수: 1962
- 월드컵 3위: 1958